# Бутаковский залив
Бутаковский залив — водоём, находящийся в северо-западной части Москвы в Химкинском водохранилище, его образует река Грачёвка.

## Описание
Гидроним Бутаковского залива пошёл от названия бывшей деревни Бутаково. Залив берёт начало за Московской кольцевой автодорогой, у северо-западной границы города Химки, длина примерно 6 км (в пределах Москвы — 1,3 км). С противоположной стороны от МКАД на нём находятся пристани для катеров и яхт. На берегу построена баптистская церковь. На церкви со стороны МКАД есть крест, который в тёмное время суток светится, и его видно с дороги. Бутаковский залив пересекает мост, по которому проходит МКАД. В 2002 году его ремонтировали. На берегу залива есть пляж, но купание там не разрешено, потому что на данный момент Бутаковский залив весьма загрязнён. В 2010 году Правительство Москвы предлагало расчистить водоём. 
Бутаковский залив, к сожалению, сейчас это свалка. Необходима его очистка, так как он очень интересен как природный водный объект. […] Бутаковский залив — очень интересное место, там нерестится рыба, даже есть следы пребывания бобров.Александр Кузьмин